# 덴가쿠 (춤)

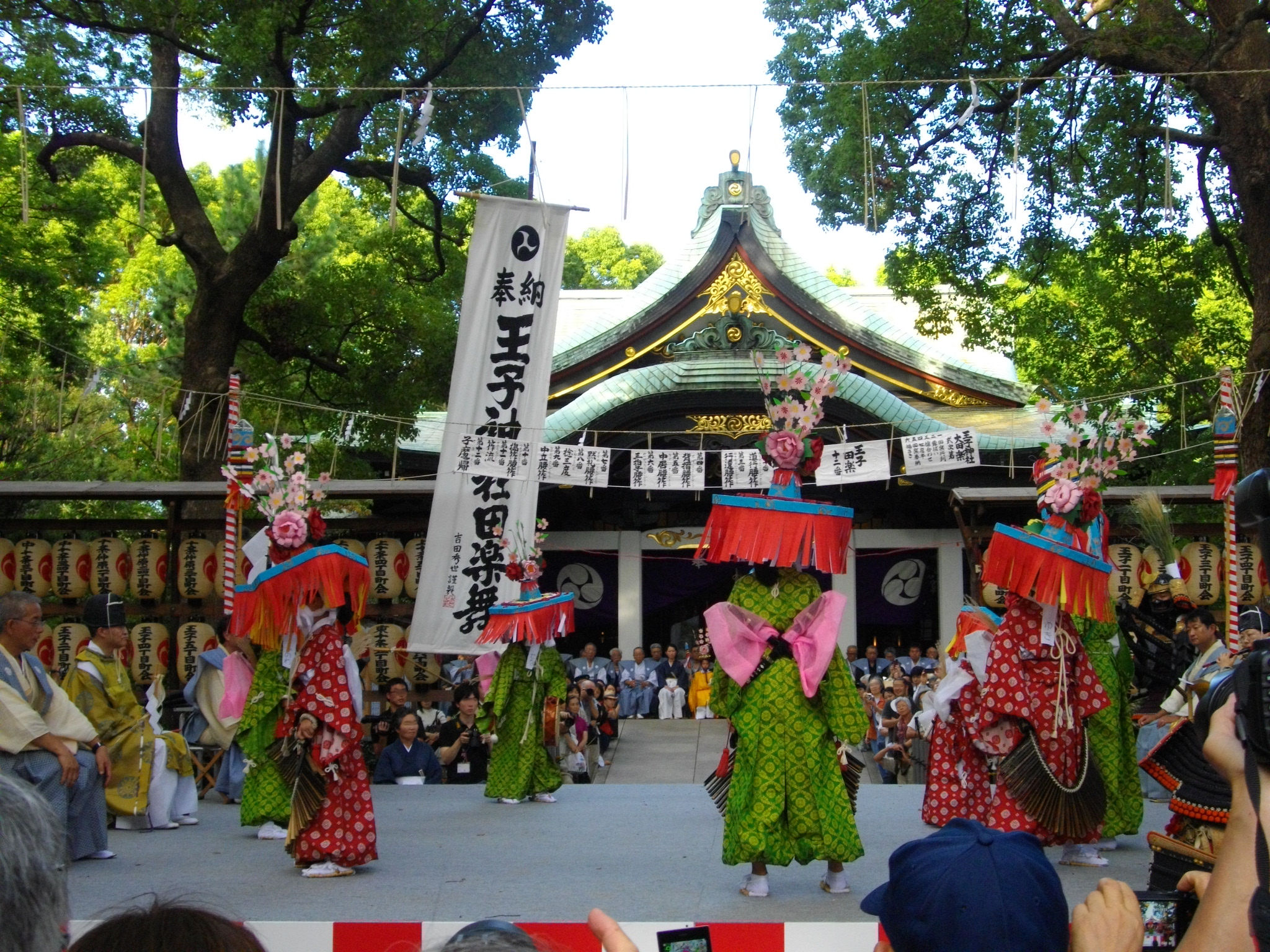
도쿄의 오지 덴가쿠(2014년)

덴가쿠(일본어: 田楽)는 헤이안 시대 중기에 성립된 일본의 전통 예능이다. 음악과 춤 등으로 구성된다. "모내기 전에 풍작을 기원하는 다아소비(田遊び)에서 발전했다", "외래 문화에서 유래했다" 등의 설이 있으며, 그 기원에는 아직 밝혀지지 않은 부분이 많다.
본래 경작 의례의 반주와 무용이었던 것이 불교와 고취악과 결합하여 일정한 격식을 갖추고 예능으로서 세련되어 갔다. 이후 전문가 집단이 된 덴가쿠자(田楽座)는 재지 영주와도 연계되어, 신사에서 행해지는 야부사메와 스모, 왕의 춤 등과 함께 신사 의례 공연의 공연 목록으로 편입되었다.
중세 이래 각지에 전해지는 민속 예능인 덴가쿠의 공통적인 요소는 다음과 같다.
- 빈자사라(びんざさら)를 사용한다.
- 요코(腰鼓, 장구의 일종) 등 특징적인 북을 사용하지만, 악기로서는 그다지 효과적으로 사용하지 않는다.
- 후류가사(風流笠, 풍류삿갓) 등 화려하고 기이한 쓰개를 착용한다.
- 무용수들의 대형이 대향, 원진, 교차 등을 보여주는 무용이다.
- 단순하고 느린 춤과 음곡이다.
- 신사 의례라 하더라도 행렬의 과정이 중시된다.
- 왕의 춤, 사자춤 등 일련의 제례의 일부를 구성하는 것이 많다.

## 역사
문헌 사료에 남겨진 덴가쿠와 오늘날 전해지는 향토 예능의 덴가쿠에는 차이가 있으며, 시기에 따라 그 내용에 변화가 있었다고 여겨진다. 덴가쿠의 문헌 사료 중에서는 992년의 《이즈미오토리샤류키초》(和泉大鳥社流記帳)가 가장 오래된 것으로 알려져 있으나, 사료로서 약간의 의문이 있다. 그다음으로 오래된 기록으로는 998년의 《일본기략》에 교토 마쓰오 신사의 제례에서 야마자키의 항구 사람들이 덴가쿠를 공연했다는 기록이 있다.

### 헤이안 시대
헤이안 시대에 쓰여진 《에이가 모노가타리》에는 모내기 풍경으로서 노래하고 춤추는 "덴가쿠"가 묘사되어 있으며, 오에노 마사후사의 《라쿠요 덴가쿠키》에 따르면, 1096년에는 "에이초의 오오덴가쿠"(永長の大田楽)라고 불릴 만큼 교토의 사람들이 덴가쿠에 열광했고, 귀족들이 그 모습을 천황에게 보여주었다고 한다. 헤이안 후기에는 사찰과 신사의 보호 아래 조합(田楽座, 덴가쿠자)을 형성하여, 덴가쿠를 전문적으로 추는 덴가쿠 법사(田楽法師)라는 직업적 예인이 탄생했다.
창설 초기의 덴가쿠는 고료에(원혼에게 바치는 위령제)와의 결합이 강했으며, 불교 의식에서 연주되는 가가쿠에 비해 저속한 연예로 여겨졌던 모습이 히에이산의 교엔 좌주가 젊었을 때의 일화로서 《곤자쿠 모노가타리》에 "덴가쿠로 법당 준공식을 치르다가 웃음거리가 된 남자의 이야기"(近江国矢馳郡司堂供養田楽語第七)로 남아있으며, 당시의 덴가쿠의 모습도 생생하게 묘사되어 있다.

### 가마쿠라·무로마치 시대
가마쿠라 시대에 들어서면서 덴가쿠에 연극적 요소가 더해져 덴가쿠노(田楽能)라고 불리게 되었다. 가마쿠라 막부의 집권 호조 다카토키는 덴가쿠에 탐닉했다는 것이 《태평기》에 쓰여 있으며, 무로마치 막부의 4대 쇼군 아시카가 요시모치는 조아미의 예술을 좋아했다고 알려져 있다. 덴가쿠 또는 덴가쿠노는 "노가쿠"의 한 원류이며, "노가쿠"의 직접적인 모체인 사루가쿠(能楽)보다 오히려 더 높은 인기를 얻었던 시기도 있었다.
덴가쿠는 야마토 사루가쿠(大和猿楽)의 번영과 함께 쇠퇴해 갔으나, 현재의 노(사루가쿠의 노)의 성립에 강한 영향을 주었다. 노를 대성한 제아미는 "당도의 선조"로서 덴가쿠에서 이치추(본좌), 키아미(신좌)의 이름을 들고 있다.

### 근세 이후
에도 시대에는 일부 고실가나 국학자들이 관심을 가지는 정도로, 예능으로서는 거의 잊혀진 존재가 되어 있었으나, 다이쇼 말기부터 전후에 걸쳐 일어난 예능사·민속 예능 연구와 그 야외 조사의 결과, 일본 각지의 신사 제례 속에 남겨진 덴가쿠의 기록이 집적되었다.

## 향토 예능
현재까지, 빈자사라를 사용하는 춤 계열의 덴가쿠와, 스리사사라를 사용하는 다하야시 계열의 덴가쿠로 나누어져 왔다. 춤 계열의 덴가쿠에는 풍요를 기원하는 것과 악귀 퇴치를 기원하는 것이 있다.

### 문화재 지정
2009년, 다음의 24건이 민속 예능의 덴가쿠 분류로 중요무형민속문화재로 지정되어 있다(지정일 도도부현). 이 중 《아키우의 다우에 오도리》 및 《나치의 덴가쿠》는 유네스코 무형문화유산으로 등록되어 있다.
- 아키우의 다우에오도리(1976년 5월 4일 미야기현)
- 이타바시의 다아소비(1976년 5월 4일 도쿄도)
- 니시우라의 덴가쿠(1976년 5월 4일 시즈오카현)
- 후지모리의 다아소비(1977년 5월 17일 시즈오카현)
- 무쓰키 신지(1978년 5월 22일 후쿠이현)
- 하치노헤의 엔부리(1979년 2월 3일 아오모리현)
- 야마야의 다우에오도리(1981년 1월 21일 이와테현)
- 하나조노의 미타마이(1981년 1월 21일 와카야마현)
- 이소베의 미칸다(1990년 3월 29일 미에현)
- 이시이의 시치후쿠진과 다우에오도리(1995년 12월 26일 후쿠시마현)
- 다와라의 미타(2000년 12월 27일 교토부)
- 시오바라의 다이산구요 다우에(2002년 2월 12일 히로시마현)
- 미타카라도노의 치고덴가쿠·후류(1976년 5월 4일 후쿠시마현)
- 스이카이의 덴가쿠·노마이(1976년 5월 4일 후쿠이현)
- 나치의 덴가쿠(1976년 5월 4일 와카야마현)
- 기라가와의 미타마쓰리(1977년 5월 17일 고치현)
- 미카와의 덴가쿠(1978년 5월 22일 아이치현)
- 스미요시의 미타우에(1979년 2월 3일 오사카부)
- 게로의 다노카미마쓰리(1981년 1월 21일 기후현)
- 스기노하라의 미타마이(1987년 12월 28일 와카야마현)
- 오키의 덴가쿠와 니와노마이(1992년 3월 11일 시마네현)
- 아키의 하야시다(1997년 12월 15일 히로시마현)
- 시라히게 신사의 덴가쿠(2000년 12월 27일 사가현)
- 쓰쓰코와케 신사의 미타우에(2004년 2월 6일 후쿠시마현)

## 참고문헌
- 西岡芳文 (1994). “田楽：その起源と機能を探る”. 《職人と芸能》 (吉川弘文館). ISBN 464202705X.

## 같이 보기
- 덴가쿠 - 재료를 꼬치에 꽂은 요리. 덴가쿠에서 막대기에 올라서서 공연하는 "다카아시"(高足)와 비슷한 것이 이름의 유래로 여겨진다. 오뎅도 덴가쿠에서 유래했다.
- 다노카미
- 호조 다카토키 - 덴가쿠 춤에 대한 과도한 탐닉이 호조씨 멸망을 초래했다.